# دیوید فار
دیوید فار، (به انگلیسی: David Farr) (زاده ۱۹۵۵) کارآفرین، بازرگان و مدیر ارشد اجرایی آمریکایی است، که اکنون به‌عنوان مدیر عامل اجرایی و رییس هیئت مدیره شرکت امرسون الکتریک فعالیت می‌کند.